# Dartmouth Time-Sharing System
Le Dartmouth Time-Sharing System (DTSS) est l'un des premiers systèmes d'exploitation à temps partagé. Il fut imaginé entre 1963 et 1964 au Dartmouth College, une université privée du nord-est des États-Unis, située dans la ville de Hanover, dans l'État du New Hampshire.
Il sera par la suite développé dans un esprit proche de son prédécesseur de Boston, également sur la côte Est, le Compatible Time Sharing System du MIT, et l'un des premiers systèmes de temps partagé à être mis en œuvre à une certaine échelle avec succès, pour lequel le langage Basic a été développé, un langage de programmation simple spécialement dédié à un usage conversationnel".
Le DTSS a été développé en continu au cours de la décennie suivante, réimplémenté sur plusieurs générations d'ordinateurs, mais finalement arrêté en 1999. General Electric a développé un système similaire basé sur une version provisoire de DTSS, baptisée Mark II.

## Histoire

### Projet en 1962
Les professeurs John G. Kemeny et Thomas E. Kurtz, du Dartmouth College, ont acquis un ordinateur Royal McBee LGP-30 vers 1959, programmé en langage assembleur par des étudiants de premier cycle. Kurtz et quatre étudiants ont programmé le compilateur Dartmouth ALGOL 30 , une implémentation du langage de programmation ALGOL 58 , que deux des étudiants, Stephen Garland et Anthony Knapp, ont ensuite fait évoluer vers le langage SCALP (Self Contained ALgol Processor) entre 1962 et 1964.
Entre-temps, le Compatible Time Sharing System avait été expérimenté  par le Projet MAC au MIT, avec une première utilisation dans un environnement à temps partagé, datée de 1961. Kurtz a contacté Kemeny peu après, en proposant que tous les étudiants de Dartmouth aient accès à l'informatique, en accès libre et gratuit, via un système de temps partagé, dont Kurtz avait entendu parler par son collègue John McCarthy du MIT.

### Signature avec General Electric en 1963
Kemeny et Kurtz soumettent à la NSF une proposition de développement de ce nouveau système et ce sera par la suite financé en 1964, puis signent un contrat avec General Electric en 1963 pour commencer les travaux préliminaires, en attendant que la proposition soit financée. Mais de nombreux experts de GE et d'ailleurs ont essayé de convaincre les promoteurs de ce projet que la solution à deux ordinateurs était "inutile et inefficace".
Le projet "Genie" fut mené à Berkeley, en 1963 aussi, sur un ordinateur SDS 930 de 1963 à 1967 par une équipe dont plusieurs membres (Butler Lampson et Chuck Thacker) rejoignirent le centre Xerox PARC créé en 1970, où ils contribuèrent à la naissance de l’ordinateur personnel moderne.

### Situation en octobre 1964
Un document de Dartmouth d'octobre 1964, révisé plus tard par General Electric (GE), décrit l'architecture globale du DTSS.
La première version du Basic a été développée sur un ordinateur central temps réel appelé GE-265 (General Electric), qui était un GE-225 avec une GE DataNet-30.

### Ouverture d'un centre informatique en 1966
L'université ouvre rapidement un centre informatique, dirigé par Kurtz, où, dès 1966, les trois quarts des étudiants de l'université reçoivent une formation à la programmation. Dans la foulée, d'autres universités pourront y accéder via une liaison téléphonique.

### Situation en 1970
En 1970, le système DTSS est porté sur un GE-635, et servait jusqu’à 300 terminaux, alors que ses concurrents ont des nombres d'utilisateurs plus élevés. Il avait débuté initialement sur un General Electric GE-200.